# Mabruk Zayid
Mabruk Zayid (arabisch مبروك زايد, DMG Mabrūk Zāyid, nach englischer Umschrift Mabrouk Zaid; * 11. Februar 1979 in Riad) ist ein ehemaliger saudi-arabischer Fußballtorhüter. Mit der saudi-arabischen Nationalmannschaft nahm er an der Fußball-Weltmeisterschaft 2006 teil.

## Karriere
Nach Anfängen bei al-Riyadh stand Zayid nahezu seine gesamte Karriere beim erfolgreichsten saudi-arabischen Verein der 2000er-Jahre, bei Al-Ittihad, zwischen den Pfosten. 2004 war das Team AFC-Champions-League-Sieger und im Jahr darauf konnten sie den Titel der besten asiatischen Vereinsmannschaft verteidigen. Zayid galt zu seiner aktiven Zeit als einer der besten Torhüter Asiens und war 2005 unter den Top 10 bei der Wahl zu Asiens Fußballer des Jahres. Er strebte zwischenzeitlich nach einem Wechsel ins Ausland, was von den restriktiven saudischen Behörden damals erst wenigen Spielern erlaubt worden war. Im Jahr 2014 beendete Zayid seine Karriere.

## Nationalmannschaft
In der Nationalmannschaft war er lange Ersatz hinter Torwart-Legende Mohammad Al-Deayea, so auch bei der Fußball-WM 2002, die nach 12 Gegentoren und ohne jeden Punkt bereits in der Vorrunde ein unerfreuliches Ende fand. Danach trat Zayid die Nachfolge von Al-Deayea an und bestritt eine sehr erfolgreiche Qualifikation zur Fußball-Weltmeisterschaft 2006 in Deutschland, während der er nur ein einziges Tor hinnehmen musste. Nach dem Comeback von Al-Deayea während einer Verletzung von Zayid standen beide im WM-Aufgebot Saudi-Arabiens. Es war jedoch Zayid, der diesmal in allen drei Vorrundenspielen den Vorzug erhielt, auch wenn Al-Deayea die Rückennummer 1 erhalten hatte und Zayid als Nummer 21 auflief.

## Erfolge
- AFC-Champions-League-Sieger: 2004, 2005
- Saudi-arabischer Meister: 2001, 2003, 2007, 2009
- Saudi-arabischer Pokalsieger: 2001, 2004